# Sphenoptera atra
Sphenoptera atra es una especie de escarabajo del género Sphenoptera, familia Buprestidae. Fue descrita científicamente por Kerremans en 1899.

## Distribución
Habita en la región afrotropical.